# Empress of Asia
Die Empress of Asia war ein 1913 in Dienst gestellter Ozeandampfer der Canadian Pacific Line, der als Royal Mail Ship Passagiere, Post und Fracht auf der Route über den Pazifik zwischen der kanadischen Westküste und Ostasien transportierte. Das Schiff diente im Ersten Weltkrieg als Hilfskreuzer, war zwischen den Kriegen wieder als Passagierschiff im Einsatz und wurde im Zweiten Weltkrieg während des Dienstes als Truppentransporter 1942 versenkt.

## Das Schiff
Das 16.909 Bruttoregistertonnen (BRT) große Dampfschiff Empress of Asia wurde 1912/13 auf der Schiffswerft Fairfield Shipbuilding & Engineering Company in Govan bei Glasgow gebaut und lief dort am 23. November 1912 vom Stapel. Das 173,80 Meter lange und 20,79 Meter breite Schiff hatte drei Schornsteine und zwei Masten. Es verfügte über vier Propeller und fuhr bei einer durchschnittlichen Reisegeschwindigkeit von 19 Knoten. Sie konnte insgesamt 1180 Passagiere an Bord nehmen. Das Schiff hatte vier Decks, die sich über die gesamte Schiffslänge erstreckten. Zu den luxuriös ausgestatteten und reichhaltig möblierten Räumlichkeiten der Ersten Klasse gehörten der Speisesaal, eine Bibliothek, ein Schreibsalon, eine Lounge, ein Rauchsalon, ein Verandacafé sowie ein gut ausgestatteter Fitnessraum.

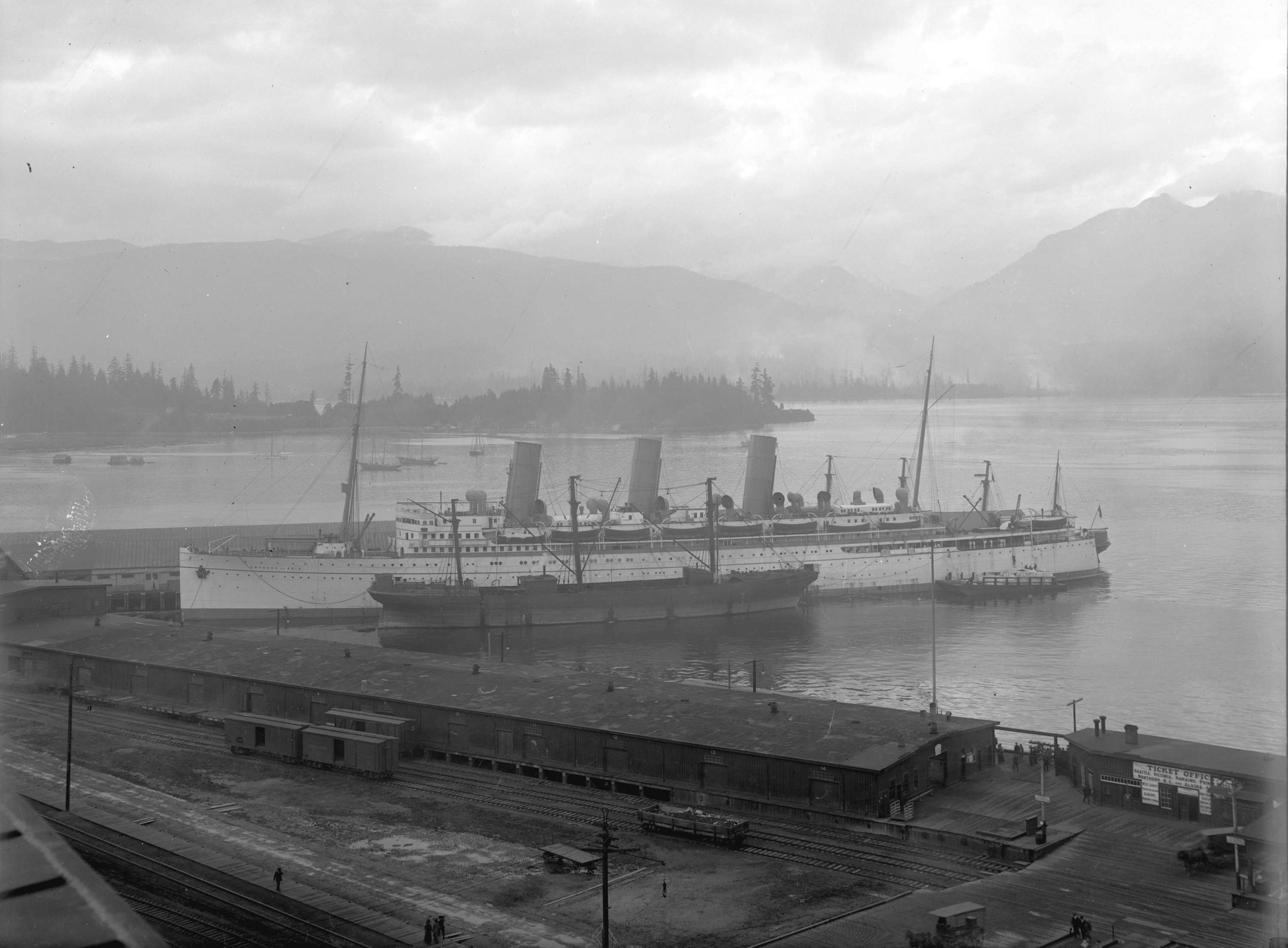
Die Empress of Asia mit dem Kohlenfrachter Melanope.

Bei der Schiffsklassifikationsgesellschaft Lloyd’s Register of Shipping war die Empress of Asia in der höchstmöglichen Kategorie, 100 A-1, eingeordnet. Sie war nach ihrem Schwesterschiff erst der zweite Passagierliner, der ein gerades Heck hatte, was eher für Kriegsschiffe üblich war. Diese Bauweise erwies sich als sehr vorteilhaft in Bezug auf Steuerung, Geschwindigkeit und Vibrationen. Die Empress of Asia hatte ein baugleiches Schwesterschiff, die Empress of Russia, die ebenfalls bei Fairfield Shipbuilders entstand und wenige Monate vor ihr vom Stapel lief. Diese beiden Schiffe gehörten zu den letzten Neubauten vor Ausbruch des Ersten Weltkriegs und lösten die Empress of Ireland und die Empress of Britain als Flaggschiffe der CP-Flotte ab.

## Geschichte
Am 14. Juni 1913 lief die Empress of Asia in Liverpool zu ihrer Jungfernfahrt nach Kapstadt und Hongkong aus verkehrte anschließend auf der Pazifikroute zwischen Vancouver, Hongkong und Nagasaki. Im Mai 1914 stellte die Empress of Asia einen neuen Geschwindigkeitsrekord auf der Pazifikroute auf, als sie unter dem Kommando von Kapitän Samuel Robinson an nur einem Tag 473 nautische Meilen zurücklegte und die gesamte Überfahrt in neun Tage, zwei Stunden und 15 Minuten bewältigte. Damit nahm sie ihrem Schwesterschiff den Rang des schnellsten Schiffes auf dem Pazifischen Ozean ab.
Nach nur etwas mehr als einem Jahr im zivilen Handelsverkehr wurde die Empress of Asia im August 1914 von der britischen Admiralität als bewaffneter Hilfskreuzer (Armed Merchant Cruiser) angefordert. Im November 1914 gehörte sie zu den Schiffen, die im Indischen Ozean den Kleinen Kreuzer Emden der Kaiserlichen Marine verfolgen sollten, der nach einem Gefecht mit dem australischen Leichten Kreuzer Sydney bei den Kokosinseln auf Grund lief. Sie brachte einen Teil der Crew der Emden nach Colombo.
Im März 1916 wurde sie aber wieder im Dienst der Canadian Pacific Line auf der Pazifikroute eingesetzt. Im Mai 1918 fuhr sie von Vancouver über Panama nach New York, von wo aus sie bis Kriegsende sechs Atlantiküberquerungen als Truppentransporter unternahm. Im Januar 1919 brach sie in Liverpool nach Hongkong auf und nahm daraufhin ihren Passagier- und Postservice im Pazifik wieder auf. Zu den prominenten Passagieren der Empress of Asia während dieser Zeit gehörten der britische Philosoph Bertrand Russell im Sommer 1921 und der dänische Physiker Niels Bohr im April 1924.

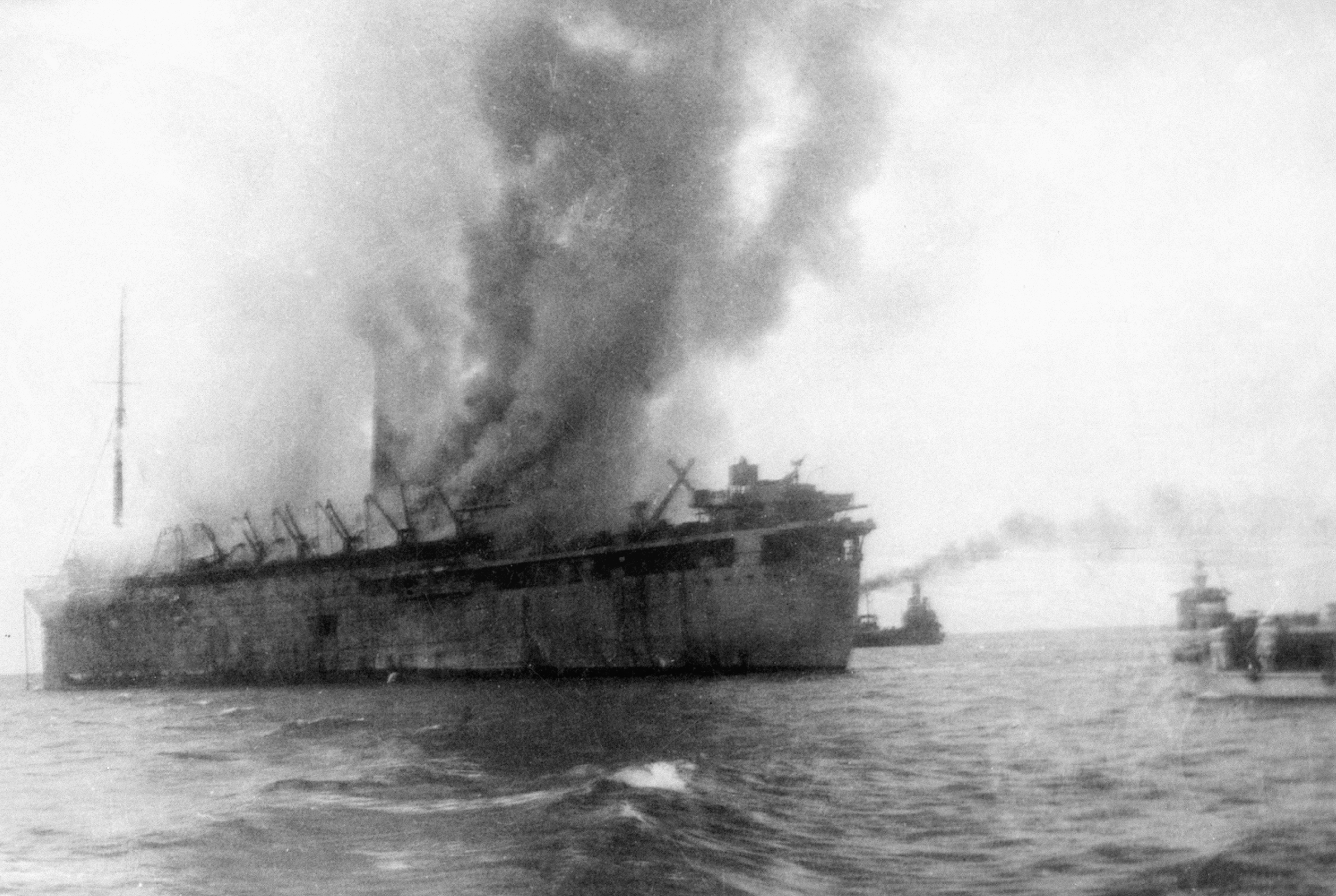
Die brennende Empress of Asia während des Angriffs.

Am 11. Januar 1926 kam es in Shanghai zur Kollision zwischen der Empress of Asia und dem chinesischen Dampfer Tung Shing, der daraufhin sank. Während des Zweiten Japanisch-Chinesischen Kriegs 1937 evakuierten die Empress of Asia und die Empress of Canada Zivilisten aus Shanghai. Am 1. Januar 1941 wurde die Empress of Asia nach 307 Pazifiküberquerungen in Vancouver als Truppentransporter requiriert. Ihre erste Aufgabe war es, das Infanterieregiment Green Howards von Sues zum Kap der Guten Hoffnung zu bringen, damit sie am Afrikafeldzug teilnehmen konnten. Im September 1941 war die Empress of Asia Teil des ersten Konvois, der von den USA nach England aufbrach.
Am 5. Februar 1942 wurde sie mit 2200 Mann an Bord vor Singapur von neun japanischen Sturzkampfflugzeugen bombardiert. Das Schiff wurde evakuiert und strandete westlich von Keppel Harbour, wo das Wrack ausbrannte. An der Rettungsaktion nahmen die Wollongong, die Sutlej und die Danae teil. Die Überlebenden wurden von der Yarra unter dem Kommando von Commander Wilfred Harrington an Bord genommen. Es gab 16 Todesopfer.